# Le Grand-Serre
Le Grand-Serre è un comune francese di 852 abitanti situato nel dipartimento della Drôme della regione dell'Alvernia-Rodano-Alpi.

## Società

### Evoluzione demografica
Abitanti censiti